# 伊索拉里扎
伊索拉里扎（義大利語：Isola Rizza），是意大利威尼托大区维罗纳省的一个市镇。总面积16.84平方公里，人口3234人，人口密度192.0人/平方公里（2009年）。国家统计（ISTAT）代码为023041。